# نگریل
نگریل (به انگلیسی: Negril) شهری توریستی در غرب جامائیکا واقع شده است . نگریل جزو ده مکان برتر توریستی در جهان شناخته می‌شود . 

## ریشه نام
ریشه لغوی نگریل در اسپانیایی به معنابی سیاه کوچک است که به خاطر مارمولک‌های سیاه در این ناحیه از جامائیکا خوانده شده است . 

## جاذبه‌های توریستی
- کلیسای عهد جدید
- پلاژ نورمن مانلی
- پلاژ کورال
- پلاژ هتل مریل
- کلیسای مریم بهشتی
- پلاژ هفت مایلی
- هتل دافعه زوج‌ها
- هتل سواحل نگریل
- پارک لانگ بی

## دسترسی
- فرودگاه نگریل